# Отсиго (озеро)
Отси́го (Отсего; англ. Otsego Lake, Lake Otsege, Ostega Lake, Ostenha, Ote-sa-ga, Otsega Lake) — озеро, расположенное в одноимённом округе штата Нью-Йорк в США, является истоком реки Саскуэханны. К южной оконечности озера прилегает Куперстаун.
Располагается на высоте 363 м над уровнем моря, площадь водной поверхности — 1680,3 га. Длиной примерно 15 км.
Озеро связано с сюжетом серии романов Фенимора Купера.